# Chiesa dei Santi Pietro e Paolo (Corsico)
La chiesa dei Santi Pietro e Paolo è la parrocchiale di Corsico, in città metropolitana ed arcidiocesi di Milano; fa parte del decanato di Cesano Boscone.

## Storia
La prima citazione di una chiesa a Corsico risale al XIII secolo ed è contenuta nel Liber Notitiae Sanctorum Mediolani, in cui si legge che era dipendente dalla pieve di San Giovanni Battista di Cesano Boscone; tale situazione è confermata dalla Notitia cleri del 1398.
Nel 1747 l'arcivescovo Giuseppe Pozzobonelli, compiendo la sua visita pastorale, trovò che nella chiesa dei Santi Pietro e Paolo, che era sede delle confraternite del Santissimo Sacramento e della Beata Maria Vergine della Cintura, aveva come filiali gli oratori di San Francesco a Robarello, della Natività della Beata Vergine Maria presso la cascina Guarda e di San Biagio in località Grancino e che i fedeli ammontavano a 670; circa un trentennio dopo questi ultimi risultavano saliti a 822, come attestato dalla Nota parrocchie Stato di Milano del 1781.
Nel 1848 venne posta la prima pietra della nuova parrocchiale; l'edificio, disegnato da Giulio Aluisetti, fu portato a termine nel 1852.
Dalla relazione della visita pastorale del 1900 dell'arcivescovo Andrea Carlo Ferrari s'apprende che la parrocchiale aveva alle sue dipendenze gli oratori di San Francesco d'Assisi a Robarello, di San Biagio Vescovo in località Garancino e della Natività della Beata Vergine Maria nella contrada Guardia di Sotto.
Nel 1986 una parte del suo territorio viene distaccata per costituire la nuova parrocchia dello Spirito Santo.

## Descrizione

### Facciata
La neoclassica facciata a salienti della chiesa, che volge a ovest, è composta da tre corpi: quello centrale, suddiviso in due registri, presenta nell'ordine inferiore il portale maggiore architravato e quattro lesene ioniche sorreggenti il timpano triangolare e in quello superiore una finestra semicircolare, mentre le due ali laterali sono caratterizzate dagli ingressi secondari.

### Interno
L'interno dell'edificio è suddiviso in tre navate da pilastri abbelliti da lesene e sorreggenti archi a tutto sesto, sopra cui corre la trabeazione modanata, decorate con ghirlande; al termine dell'aula si sviluppa il presbiterio, rialzato di quattro gradini e chiuso dall'abside semicircolare.